# Maside
Maside település Spanyolországban, Ourense tartományban. Maside Punxín, San Amaro, O Carballiño, San Cristovo de Cea és Amoeiro községekkel határos. Lakosainak száma 2742 fő (2024).

## Népesség
A település népessége az elmúlt években az alábbi módon változott:
| Lakosok száma | 3254 | 3121 | 3056 | 3096 | 2969 | 2906 | 2797 | 2705 | 2753 | 2742 |
|               | 2001 | 2004 | 2007 | 2009 | 2012 | 2014 | 2017 | 2019 | 2022 | 2024 |